# Gilles Servat

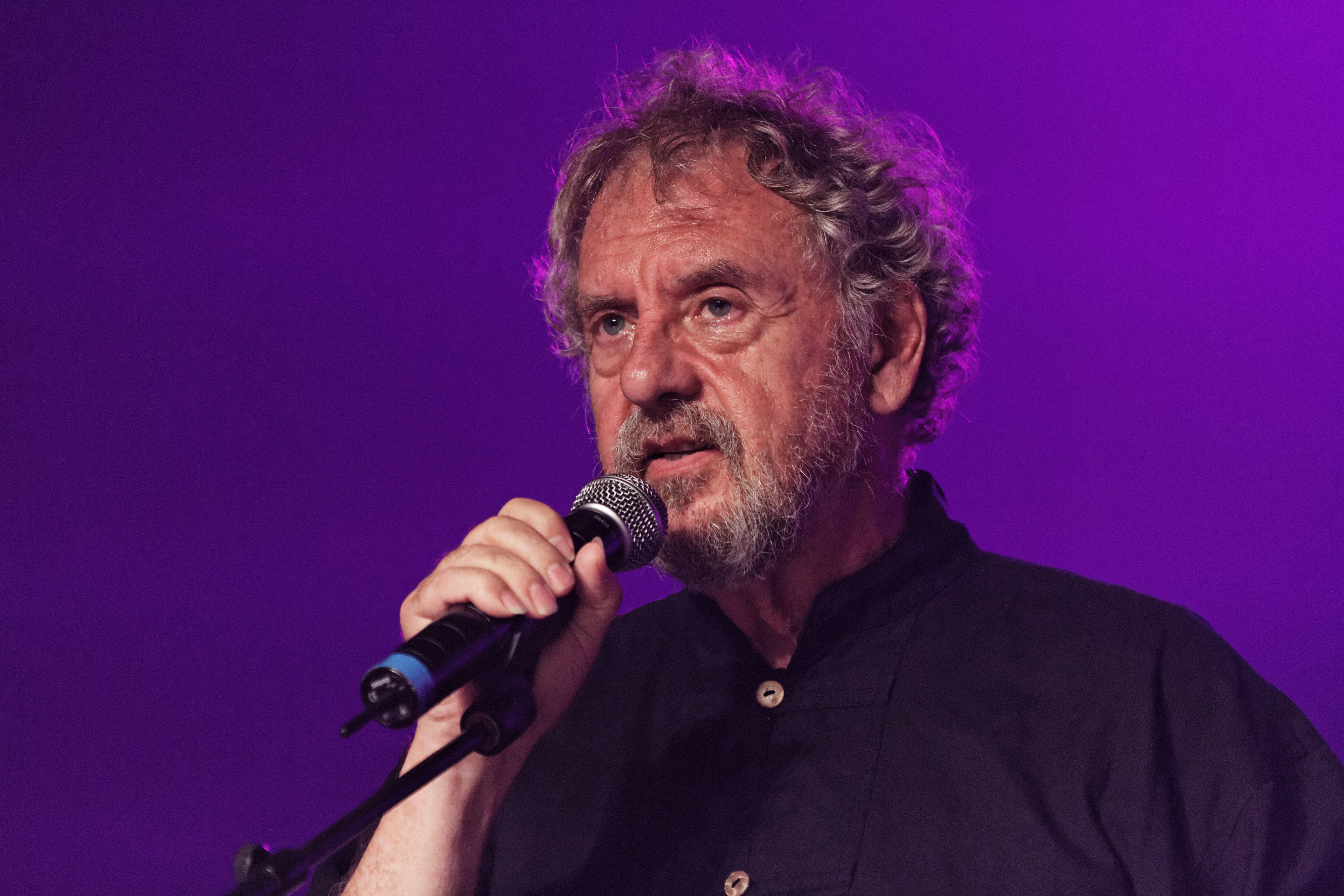
Gilles Servat, Quimper, 2013

Gilles Servat (* 1. Februar 1945 in Tarbes) ist ein französischer Sänger, Musiker, Songwriter, Schauspieler, Dichter und Schriftsteller, der in der Bretagne lebt. In seinen Songs unterstützt er die Bretonen, ihre Kultur und die Bretonische Sprache. Seine frühe Karriere wurde durch das Lied La Blanche Hermine (etwa: „Das weiße Hermelin“) geprägt.

## Leben
Gilles Servat wurde in Südfrankreich in eine Familie geboren, deren Wurzeln in der Region Nantes in der Bretagne liegt. Er verbrachte seine frühe Kindheit in der Umgebung von Nantes und Cholet. Gilles Servat war Student an der Hochschule für Bildende Künste in Angers und studierte Malerei, Zeichnung, Skulptur und Druckgrafik.
Seine Musik wurde ursprünglich von den Werken der bretonischen Musiker Glenmor und Alan Stivell inspiriert. Der Titelsong aus seinem ersten Album wurde eine Hymne für die Bretonen. In den 1990er Jahren wurde er Teil des „Héritage des Celtes“ („Keltisches Erbe“).
Servat singt in Bretonisch, Französisch, Englisch und anderen keltischen Sprachen.
Servat ist auch Schauspieler und Schriftsteller; er verfasste mehrere Romane, inspiriert von keltischen Mythen und Legenden.

## Diskografie
| - 1970: La Blanche Hermine - 1971: Ki du - 1972: L’Hirondelle - 1974: La Liberté brille dans la nuit - 1976: Le Pouvoir des mots - 1977: Chantez la vie, l’amour et la mort - 1979: L’or et le cuivre - 1980: Hommage à René-Guy Cadou - 1981: Gilles de Servat Öffentlichkeit - 1982: Je ne pas avec les hurlerai Loups - 1985: La douleur d’aimer - 1988: Mad in sérénité - 1992: Le Fleuve - 1993: L’Albatros fou, mit Triskell - 1994: Les de la jeunesse Alben - 1995: A-raok mont kuit - 1996: Litaneien pour l’an 2000, Best of - 1996: Sur les Quais de Dublin - 1998: Touche pas à la Blanche Hermine - 2000: Comme je voudrai! - 2003: Escales, Best of - 2005: Sous le ciel de cuivre et d’eau - 2010: 40 ans de succès - 2011: Ailes et Îles - 2013: C’est ça qu’on aime vivre avec | - 1993: Alan Stivell – Again - 1994: Dan Ar Braz und der Héritage des Celtes - 1995: L’Héritage des Celtes En Concert - 1997: L’Héritage des Celtes – Finisterres - 1998: L’Héritage des Celtes – Zénith - 1999: Bretagnes à Bercy - 2006: Sensation [Gastkünstler auf dem Titeltrack des Albums von Anúna] |